# 克拉瓦特 (伊利諾伊州)
克拉瓦特（英語：Cravat）是位於美國伊利諾伊州馬里昂縣的一個非建制地區。該地的面積和人口皆未知。

## 地理
克拉瓦特的座標為38°25′25″N 89°05′35″W / 38.42361°N 89.09306°W，而該地的平均海拔高度為171米（即561英尺）。